# Heinrich Froitzheim (Maler, 1875)

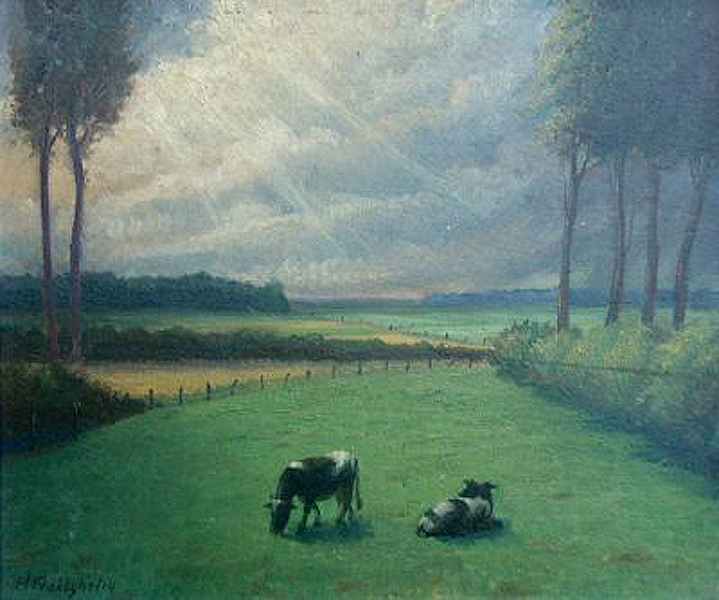
Die ersten Sonnenstrahlen nach dem Gewitter

Heinrich Froitzheim (* 26. Februar 1875 in Wickrath; † 29. Februar 1944 in Kevelaer) war ein deutscher Maler.
Heinrich Froitzheim lernte zunächst den Beruf des Dekorationsmalers im Betrieb seines Vaters. Um 1895 malte er die Kirche in Wickrath aus. Seit 1897 wohnte er in Kevelaer. Froitzheim studierte ab 1896 Malerei in der Düsseldorfer Kunstgewerbeschule, in der Malschule von Lovis Corinth in Berlin und vom 30. April 1904 bis 1906 an der Königlichen Akademie der Künste in München in der Zeichenschule von Karl Raupp.
Nach dem Studium kehrte er nach Kevelaer zurück und wurde Mitbegründer des Kevelaerer Künstlerbundes, dessen Mitglied er bis etwa 1924 blieb. 1911 heiratete er die Pianistin Johanna Buch (1881–1973) aus Köln.
1919 wurde Froitzheim zum Vorsitzenden des Kevelaerer Männergesangvereins gewählt und bekleidete den Posten bis 1932.
Er wurde Vater von Herbert Froitzheim (* 1912, † 1981), Wolfgang Froitzheim (* 1914, † 1976), Rudolf Froitzheim (* 1916, † 1918) und Brigitte Froitzheim (* 1925, † 2010).